# 徳島県立徳島東工業高等学校
徳島県立徳島東工業高等学校（とくしまけんりつ とくしまひがしこうぎょうこうとうがっこう、英称：Tokushima Prefectural Higashi Technical High School）は、徳島県徳島市大和町に所在した公立の工業高等学校。
2009年4月1日に徳島県立徳島工業高等学校、徳島県立水産高等学校と共に徳島県立徳島科学技術高等学校へと統合された。

## 設置学科（2009年3月・閉校時）
- インテリア科
- 機械科
- 電気科
- 電子科
- 情報技術科
- 電子機械科

かつては「造船科」も設置されていたが、2009年3月にはすでに閉科されていた。

## 所在地
- 〒770-0864 徳島県徳島市大和町二丁目2番15号

## 沿革
- 1937年 - 徳島市立工芸青年学校として開校。
- 1941年 - 徳島市工業学校と改称。
- 1948年 - 徳島市立工業高等学校と改称。
- 1949年 - 徳島県工業高等学校（現在の徳島工業高）に統合。
- 1956年 - 徳島県立徳島東工業高等学校として独立。
- 2006年 - 創立70周年を迎え、アトランタオリンピックマラソン出場の大家正喜、みちのくプロレス代表取締役、新崎人生を迎えた記念式典も開催された。
- 2006年 - 同校陸上部が10年ぶりに12月24日に行なわれる全国高等学校駅伝競走大会へ出場。
- 2008年 - 文化祭にてマツダ開発主査の貴島孝雄の講演会が催された。
- 2009年 - 閉校式を行う。
- 2009年04月01日 - 徳島県立徳島科学技術高等学校と統合し廃校。位置は従来の徳島県立徳島工業高等学校である。
- 2010年11月 - 校舎解体工事着手。
- 2011年02月 - 校舎解体工事完了。

## 校訓
- 勉学に邁進する、礼儀を正しくする、責任を重んじる、勤労を尊ぶ

## 校歌
徳島県立徳島東工業高等学校
- 野上彰 作詞 ／ 宅孝二 作曲 ／ 石井ミチ子 編曲

## 部活動等（2009年3月・閉校時）

### 体育部
- ソフトボール
- 硬式野球
- 陸上競技
- サッカー
- バドミントン
- 剣道
- バスケットボール
- 弓道
- アーチェリー
- ソフトテニス
- テニス
- 卓球
- レスリング
- 空手道

### 文化部
- 映画
- 写真
- 美術
- 放送
- JRC
- メカトロ工作
- 機械工作
- アコースティック・ギター

### 同好会
- コンピューター
- ボクシング
- 電子工作
- 茶道

## 歴代学校長
| 代数   | 氏名     | 備考                 |
| ------ | -------- | -------------------- |
| 初代   | 石黒美種 | 徳島大学名誉教授     |
| 第02代 | 中西清   |                      |
| 第03代 | 川西勝信 |                      |
| 第04代 | 大崎中男 |                      |
| 第05代 | 斎藤明   |                      |
| 第06代 | 林鹿雄   |                      |
| 第07代 | 片岡芳富 |                      |
| 第08代 | 大賀清   | 元県高校体育連盟会長 |
| 第09代 | 三橋潔   |                      |
| 第10代 | 岩佐健二 |                      |
| 第11代 | 西村榮之 |                      |
| 第12代 | 筒井豊祐 |                      |
| 第13代 | 堀博光   | 徳島工業短期大学教授 |
| 第14代 | 白石勝美 |                      |
| 第15代 | 中原祐一 |                      |
| 第16代 | 組橋正人 |                      |
| 第17代 | 吉田一紀 |                      |
| 第18代 | 佐藤實   | 徳島文理大学教授     |

## 卒業生
- アレクサンダー大塚（プロレスラー）
- 大家正喜（マラソン選手、アトランタオリンピック代表）
- 貴島孝雄（エンジニア、山陽小野田市立山口東京理科大学工学部教授）
- 黒田クロ（イラストレーター、漫画家）
- 新崎人生（プロレスラー、みちのくプロレス代表取締役社長）
- 住友雄治（建築家）
- 拳王（プロレスラー、格闘家）
- 森啓 (行政学者)